# Cabo Colbeck
El Cabo Colbeck es un cabo ubicado en el extremo noroeste de la Península de Eduardo VII y la Tierra de Marie Byrd. El mismo forma el extremo nororiental de dicha península. La zona se encuentra cubierta de hielo casi en su totalidad , salvo por algunos nunatak. No hay en la zona refugios o bases. Los más cercanos son la Base Scott y la Base McMurdo

## Historia
Fue descubierto en 1902 por la Expedición antártica británica de 1901-1904 y debe su nombre al Teniente William Colbeck que comandó el SY Morning, que era el relevo del RRS Discovery nave principal de la Expedición. 